# Dasybasis limbativena
Dasybasis limbativena är en tvåvingeart som först beskrevs av Krober 1931.  Dasybasis limbativena ingår i släktet Dasybasis och familjen bromsar.
Artens utbredningsområde är Peru. Inga underarter finns listade i Catalogue of Life.